# Gembloux
Gembloux (nld. Gembloers, wa. Djiblou, 1975-1979 Gembloux-sur-Orneau) – miasto w Belgii, w Regionie Walońskim, w prowincji Namur, w okręgu Namur. 1 stycznia 2024 roku liczyło 26 496 mieszkańców. Leży nad rzeką Orneau.
Miasto jest znane ze swojego uniwersytetu Gembloux Agro-Bio Tech (GxABT) i z produkcji sztućców. Uniwersytet mieści się w historycznym budynku opactwa Gembloux, który pochodzi z X wieku. Opactwo założył około 922 lub 940 roku Wibert z Gembloux.
W okolicy miasta w 1578 roku stoczono bitwę pod Glemboux, a w maju 1940 bitwę o przepaść Gembloux, która była częścią kampanii francuskiej.

## Podział administracyjny
W skład miasta wchodzi jedenaście dzielnic (section):
- Beuzet
- Bossière
- Bothey
- Corroy-le-Château
- Ernage
- Grand-Leez
- Grand-Manil
- Isnes
- Lonzée
- Mazy
- Sauvenière

## Współpraca
Miejscowości partnerskie:
- Aller, Hiszpania
- Épinal, Francja
- Loughborough, Wielka Brytania
- Marsannay-la-Côte, Francja
- Skiros, Grecja